# زيجفيلد العظيم (فلم)
زيجفيلد العظيم  (بالإنجليزية: The Great Ziegfeld) هو فيلم موسيقي تم إنتاجه في الولايات المتحدة وصدر في سنة 1936.

## بطولة
- لويز راينر

### ترشيحات وجوائز
| السنة | الحدث | الفئة             | النتيجة  |
| ----- | ----- | ----------------- | -------- |
|       |       | أوسكار أحسن ممثلة | فـــــوز |

## وصلات خارجية
- مقالات تستعمل روابط فنية بلا صلة مع ويكي بيانات

1. ↑  "معلومات عن زيجفيلد العظيم (فيلم) على موقع port.hu". port.hu. مؤرشف من الأصل في 2019-12-31.
2. ↑  "معلومات عن زيجفيلد العظيم (فيلم) على موقع ui.eidr.org". ui.eidr.org. مؤرشف من الأصل في 2019-08-31.
3. ↑  "معلومات عن زيجفيلد العظيم (فيلم) على موقع svenskfilmdatabas.se". svenskfilmdatabas.se. مؤرشف من الأصل في 2019-08-31.